# Estádio Internacional de Yokohama
O Estádio Internacional de Yokohama é um estádio multiuso localizado em Yokohama, Japão. Inaugurado em março de 1998, o estádio tem capacidade para 72.327 torcedores e é casa do time de futebol Yokohama F. Marinos, da J-League. Sediou três jogos da primeira fase da Copa do Mundo de 2002 e a grande final entre Alemanha e Brasil, com a vitória brasileira por 2–0 (com gols de Ronaldo).
Em 1 de Março de 2005, o nome do estádio mudou para Nissan Stadium devido a venda de direitos de nome para a montadora de automóveis Nissan. O primeiro contrato foi válido até o 28 de fevereiro 2010 e depois foi renovado até 2016.[carece de fontes?] Quando há algum evento sem o envolvimento da Nissan ele é chamado de Estádio Internacional de Yokohama.
Foi a principal sede da Copa do Mundo de Clubes da FIFA nas edições de 2005, 2006, 2007, 2008, 2011, 2012, 2015 e 2016, sendo o palco inclusive das conquistas de São Paulo em 2005, do Internacional em 2006 e do Corinthians em 2012. O local também sediou as três últimas edições da Copa Intercontinental. Foi uma das sedes do futebol nos Jogos Olímpicos de Verão de 2020, recebendo as finais dos torneios masculino e feminino.
O estádio original, foi palco de shows de muitos cantores, como Madonna, que realizou três show da histórica Blond Ambition World Tour em abril de 1990 e Michael Jackson que se apresentou no estádio na primeira fase da sua aclamada Bad World Tour, entre setembro e outubro de 1987.

## Jogos da Copa do Mundo de 2002
| Data        | 1ª equipe      | Placar | 2ª equipe | Fase    | Público |
| ----------- | -------------- | ------ | --------- | ------- | ------- |
| 9 de junho  | Japão          | 1 – 0  | Rússia    | Grupo H | 66.108  |
| 11 de junho | Arábia Saudita | 0 – 3  | Irlanda   | Grupo E | 65.320  |
| 13 de junho | Equador        | 1 - 0  | Croácia   | Grupo G | 65.862  |
| 30 de junho | Alemanha       | 0 - 2  | Brasil    | Final   | 69.029  |

## Jogos da Copa do Leste Asiático 2003
| Data                | Fase        | Equipe |       | Resultado |               | Equipe        | Público |
| ------------------- | ----------- | ------ | ----- | --------- | ------------- | ------------- | ------- |
| 10 de dezembro 2003 | 4.ª Jornada | China  | China | 3 - 1     | Hong Kong     | Hong Kong     | 17 400  |
| 10 de dezembro 2003 | 4.ª Jornada | Japão  | Japão | 0 - 0     | Coreia do Sul | Coreia do Sul | 62 633  |

## Jogos da Copa das Confederações 2001
| Data             | Fase      | Equipe |       | Resultado |           | Equipe    | Público |
| ---------------- | --------- | ------ | ----- | --------- | --------- | --------- | ------- |
| 7 de junho 2001  | Semifinal | Japão  | Japão | 1 - 0     | Austrália | Austrália | 48 699  |
| 10 de junho 2001 | Final     | Japão  | Japão | 0 - 1     | França    | França    | 65 533  |

## Jogos da Copa do Mundo de Clubes 2002 -2016
| 3 de dezembro 2002 | Final | Club Olimpia | Paraguai | 0 - 2 | Espanha | Real Madrid | 66 070 |

| 14 de dezembro 2003 | Final | Boca Juniors | Argentina | 1 (3) - 1 (1) | Itália | A.C. Milan | 66 757 |

| 12 de dezembro 2004 | Final | Once Caldas | Colômbia | 0 (7) - 0 (8) | Portugal | Porto F.C. | 45 748 |

| 15 de dezembro 2005 | Semifinal       | Deportivo Saprissa | Costa Rica     | 0 - 3 | Inglaterra | Liverpool F.C.     | 43 902 |
| 18 de dezembro 2005 | disputa 3 lugar | Al-Ittihad         | Arábia Saudita | 2 - 3 | Costa Rica | Deportivo Saprissa | 46 453 |
| 18 de dezembro 2005 | Final           | São Paulo F.C.     | Brasil         | 1 - 0 | Inglaterra | Liverpool F.C.     | 66 821 |

| Fecha               | Fase            | Equipo           |        | Resultado |         | Equipo         | Espectadores |
| ------------------- | --------------- | ---------------- | ------ | --------- | ------- | -------------- | ------------ |
| 14 de dezembro 2006 | Semifinal       | América          | México | 0 - 4     | Espanha | Barcelona F.C. | 62 316       |
| 17 de dezembro 2006 | disputa 3 lugar | Al-Ahly          | Egito  | 2 - 1     | México  | América        | 51 641       |
| 17 de dezembro 2006 | Final           | SC Internacional | Brasil | 1 - 0     | Espanha | Barcelona F.C. | 67 128       |

| 13 de dezembro 2007 | Semifinal       | Urawa Red Diamonds | Japão     | 0 - 1          | Itália | A.C. Milan         | 67 005 |
| 16 de dezembro 2007 | disputa 3 lugar | Étoile du Sahel    | Tunísia   | 2:2 (2:4 pen.) | Japão  | Urawa Red Diamonds | 53 363 |
| 16 de dezembro 2007 | Final           | Boca Juniors       | Argentina | 2 - 4          | Itália | A.C. Milan         | 68 263 |

| 15 de dezembro 2011 | Semifinal       | Al-Sadd        | Catar  | 0 - 4          | Espanha | Barcelona F.C. | 66 298 |
| 18 de dezembro 2011 | disputa 3 lugar | Kashiwa Reysol | Japão  | 0:0 (3:5 pen.) | Catar   | Al-Sadd        | 60 527 |
| 18 de dezembro 2011 | Final           | Santos FC      | Brasil | 0 - 4          | Espanha | Barcelona F.C. | 68 166 |

| 13 de dezembro 2012 | Semifinal       | Monterrey      | México | 1 - 3 | Inglaterra | Chelsea   | 36 648 |
| 16 de dezembro 2012 | disputa 3 lugar | Al-Ahly        | Egito  | 0 - 2 | México     | Monterrey | 56 301 |
| 16 de dezembro 2012 | Final           | SC Corinthians | Brasil | 1 - 0 | Inglaterra | Chelsea   | 68 275 |

| Fecha               | Fase               | Equipo              |           | Resultado |               | Equipo               | Espectadores                                                    |
| ------------------- | ------------------ | ------------------- | --------- | --------- | ------------- | -------------------- | --------------------------------------------------------------- |
| 10 de dezembro 2015 | Partida Preliminar | Sanfrecce Hiroshima | Japão     | 2 - 0     | Nova Zelândia | Auckland City        | 19 421 Arquivado em 22 de dezembro de 2015, no Wayback Machine. |
| 17 de dezembro 2015 | Semifinal          | Barcelona F.C.      | Espanha   | 3 - 0     | China         | Guangzhou Evergrande | 63 870 Arquivado em 20 de dezembro de 2015, no Wayback Machine. |
| 20 de dezembro 2015 | disputa 3 lugar    | Sanfrecce Hiroshima | Japão     | 2 - 1     | China         | Guangzhou Evergrande | 47 968 Arquivado em 22 de dezembro de 2015, no Wayback Machine. |
| 20 de dezembro 2015 | Final              | River Plate         | Argentina | 0 - 3     | Espanha       | Barcelona F.C.       | 66 853 Arquivado em 20 de dezembro de 2015, no Wayback Machine. |

| 8 de dezembro 2016  | Partida Preliminar | Kashima Antlers | Japão  | 2 - 1         | Nova Zelândia | Auckland City     | 17 667 |
| 15 de dezembro 2016 | Semifinal          | América         | México | 0 - 2         | Espanha       | Real Madrid       | 50 117 |
| 18 de dezembro 2016 | disputa 3 lugar    | América         | México | 2 (3) - 2 (4) | Colômbia      | Atlético Nacional | 44 625 |
| 18 de dezembro 2016 | Final              | Kashima Antlers | Japão  | 2 - 4         | Espanha       | Real Madrid       | 68 742 |

## Jogos da Copa da Imperador 2014
| Data                   | Fase  | Equipe            |          | Resultado |       | Equipe      | Espectadores |
| ---------------------- | ----- | ----------------- | -------- | --------- | ----- | ----------- | ------------ |
| 13 de dezembro de 2014 | Final | Montedio Yamagata | Yamagata | 1 - 3     | Osaka | Gamba Osaka | 47 829       |

## Jogos da Supercopa de Japão
| Data                    | Fase  | Campeao de copa  |  | Resultado     |          | Campeao de liga  | Espectadores |
| ----------------------- | ----- | ---------------- |  | ------------- | -------- | ---------------- | ------------ |
| 26 de fevereiro de 2005 | Final | Tokyo Verdy 1969 |  | 2 (5) - 2 (4) | Kanagawa | Yokohama Marinos | 21 104       |

| Data                    | Fase  | Campeao de copa |         | Resultado     |       | Campeao de liga | Espectadores |
| ----------------------- | ----- | --------------- | ------- | ------------- | ----- | --------------- | ------------ |
| 26 de fevereiro de 2011 | Final | Kashima Antlers | Ibaraki | 1 (1) - 1 (4) | Aichi | Nagoya Grampus  | 35 963       |

| Data                  | Fase  | Campeao de copa |       | Resultado |         | Campeao de liga    | Espectadores |
| --------------------- | ----- | --------------- | ----- | --------- | ------- | ------------------ | ------------ |
| 28 de febrero de 2015 | Final | Gamba Osaka     | Osaka | 2 - 0     | Saitama | Urawa Red Diamonds | 47 666       |

| Data                  | Fase  | Campeao de copa |       | Resultado |                       | Campeao de liga     | Espectadores |
| --------------------- | ----- | --------------- | ----- | --------- | --------------------- | ------------------- | ------------ |
| 20 de febrero de 2016 | Final | Gamba Osaka     | Osaka | 1 - 3     | Hiroshima (província) | Sanfrecce Hiroshima | 33 805       |

| Data                  | Fase  | Campeao de copa |         | Resultado |         | Campeao de liga    | Espectadores |
| --------------------- | ----- | --------------- | ------- | --------- | ------- | ------------------ | ------------ |
| 18 de febrero de 2017 | Final | Kashima Antlers | Ibaraki | 3 - 2     | Saitama | Urawa Red Diamonds | 48 250       |

## Jogos Olímpicos de Verão de 2020
Masculino
| 22 Julho 2021 | 17:30 | Costa do Marfim | 2–1          | Arabia Saudita  | Grupo D       | 0 |
| 22 Julho 2021 | 20:30 | Brasil          | 4–2          | Alemanha        | Grupo D       | 0 |
| 25 Julho 2021 | 17:30 | Brasil          | 0–0          | Costa do Marfim | Grupo D       | 0 |
| 25 Julho 2021 | 20:30 | Arabia Saudita  | 2–3          | Alemanha        | Grupo D       | 0 |
| 28 Julho 2021 | 17:30 | Coreia do Sul   | 6–0          | Honduras        | Grupo B       | 0 |
| 28 Julho 2021 | 20:30 | Franca          | 0–4          | Japão           | Grupo A       | 0 |
| 31 Julho 2021 | 20:00 | Coreia do Sul   | 3–6          | Mexico          | Quartas-final | 0 |
| 7 Agosto 2021 | 20:30 | Brasil          | 2–1 (a.e.t.) | Espanha         | Final         | 0 |

Feminino
| 27 Julho 2021 | 20:30 | Holanda   | 8–2                     | China          | Grupo F       | 0 |
| 30 Julho 2021 | 20:00 | Holanda   | 2–2 (a.e.t.) (2–4 pen.) | Estados Unidos | Quartas-final | 0 |
| 2 Agosto 2021 | 20:00 | Australia | 0–1                     | Suecia         | Semi-final    | 0 |
| 6 Agosto 2021 | 21:00 | Suecia    | 1–1 (a.e.t.) (2–3 pen.) | Canada         | Final         | 0 |